# Hakim Salem
Hakim Salem (30 november 1977, Giza) is een Nederlandse-Egyptische basketbalcoach.

## Biografie
Salem werd geboren in Giza. Hij verhuisde op 14-jarige leeftijd met zijn familie naar Nederland. Hier basketbalde hij als jeugdspeler bij Landslake Lions uit Landsmeer en Canadians Amsterdam. Salem begon met coachen bij BV Lely. Daar coachte hij in acht jaar verschillende teams. In 2007 stapte hij over naar de Amsterdam Basketball Club, en coachte hier twee jaar. In 2009 ging Salem het tweede team coachen van ABC Amsterdam, dat uitkwam in de Promotiedivisie.

## Professionele carrière
In 2010 begon Salem op het hoogste niveau in Nederland te coachen. Met ABC Amsterdam, dat alleen met Nederlanders speelde, wist hij de play-offs te halen. Hierin verloor zijn ploeg in de kwartfinale van de latere landskampioen ZZ Leiden. Op 3 juni 2011 werd Salem gepresenteerd als de nieuwe coach van de GasTerra Flames uit Groningen, waar hij een tweejarig contract tekende. Hij werd de opvolger van Marco van den Berg, die in zijn jaren in Groningen de beker en de titel wist te pakken. Sergio de Randamie, die in het seizoen ervoor met hem in Amsterdam actief was, stapte ook over. Op 20 december 2012 werd Salem door de club ontslagen wegens tegenvallende prestaties.
Op 5 augustus 2013 werd Salem aangesteld als coach van BC Apollo, de club die ABC Amsterdam verving in de eredivisie als Amsterdams team. Met dat team bereikte hij de playoffs. Dat was voor het eerst in het bestaan van BC Apollo. In de zomer van 2015 is hij aangesteld als Assistent Bondscoach van het nationale dames senioren team. In januari 2016 is deze titel vervangen door Associate Head Coach. Salem is ook de vaste basketball analist bij Ziggo Sport, die sinds het seizoen 2015-2016 de Dutch Basketball League live wekelijks uitzendt. Per februari 2016 werd Salem aangesteld als bondscoach van het 3x3 dames senioren. In augustus 2016 werd hij de nieuwe trainer/coach van het team van Lekdetec.nl-Batouwe.
In januari 2017 promoveerde Salem tot bondscoach van de Orange Angels. In juni 2017 vond het WK 3x3 plaats in Nantes Frankrijk en eindigde zijn team als 4e van de wereld. In juli 2017 werd het EK 3x3 gehouden in Amsterdam en hier behaalde zijn team een bronzen medaille.
In juni 2018 vond de WK 3x3 plaats in Manilla in de Filipijnen. Hier eindigde de Orange Angels op de 9e plaats. September 2018 hadden de Orange Angels zilver veroverd bij de FIBA 3x3 Europe Cup 2018 in Boekarest Roemenië. Janine Guijt, Natalie van den Adel en de zussen Jill en Loyce Bettonvil waren in de finale niet opgewassen tegen Frankrijk, maar leverden wel de beste Nederlandse prestatie ooit bij de vrouwen senioren op een groot internationaal toernooi in het 3x3 basketball.  In 2017 veroverden de Angels nog het brons.
In het European Women Basketball League (EWBL) heeft het team onder leiding van Hakim Salem in het seizoen 2018-2019 twee historische overwinningen behaald. Dat was niet voldoende om de playoffs te behalen.
De naam van de Orange Angels is in 2019 veranderd in Orange Lions.
De Orange Lions zijn onder leiding van Hakim Salem veelbelovend begonnen aan seizoen 2019-2020 met 3 overwinningen op rij.  

#### 3x3 Basketball 2019
In 2019 zijn de Orange Lion op het WK 3x3 in juni 2019 in eigen land geëindigd op de 12e plaats. Op het EK in Debrecen Hongarije in september 2019 verloren de Orange Lions in de troostfinale van Letland en daarmee eindigde ze op de 4e plaats. Voor het eerst werd de World Beach Games georganiseerd in Doha Qatar, waar de Orange Lions zilver behaalden. 
Zwitserland
Sinds 2021 is Hakim Salem actief als coach van Nyon Basket Feminin in Zwitserland. Hij bereikte met Nyon de finale van de SBL (Zwitserse kampioenschap), waarin Nyon 3-2 verloor van Fribourg in best of 5 serie.  
Coach of the year
Salem werd verkozen aan het eind van het seizoen in Zwitserland tot Coach van het Jaar '21-'22.  